# Rihanna
Robyn Rihanna Fenty, mer känd under artistnamnet Rihanna, född 20 februari 1988 i St. Michael på Barbados, är en barbadisk sångare, skådespelare och affärskvinna. Hon slog igenom internationellt 2005 med sin debutsingel "Pon de Replay". Med nio fullängdsalbum och hitlåtar som "Umbrella" (2007) och "We Found Love" (2011) är Rihanna bland de bäst säljande och mest spelade artisterna i världen.
Vid sidan av musiken har hon grundat kosmetikamärket Fenty Beauty. Hon har även verkat som skådespelare, bland annat i långfilmerna Battleship (2012) och Ocean's 8 (2018).

## Karriär
Rihannas musik är en blandning av soul, pop och R'n'B, ofta med starka inslag av jamaicansk dancehall. Hennes låt "Pon de Replay" (2005), som var en renodlad dancehall-låt, tog sig in på andra plats på både den amerikanska och den brittiska singellistan, samt som etta på Swedish dance chart.
Rihannas karriär tog fart efter att hon blev upptäckt 2003 av producenten Evan Rogers då denne var på semester på Barbados. Evan har tidigare arbetat med bland andra Christina Aguilera och Kelly Clarkson. Rihanna spelade tillsammans med Rogers in en demoskiva som skickades till ett antal skivbolag. Efter en audition fick hon ett skivkontrakt på Def Jam Records, som leds av Shawn Carter (som själv gör musik under artistnamnet Jay-Z).
Redan åtta månader efter debutplattan släppte hon sitt andra album, A Girl Like Me, som debuterade som nummer fem på de amerikanska listorna. Singeln SOS, som Nike använde i en reklamkampanj, blev hennes första singel att komma etta på Billboard, och efterföljdes av superhiten Unfaithful. Unfaithful var Rihannas första ballad och skrevs av R&B-sångaren Ne-Yo. 
Albumet Good Girl Gone Bad släpptes i juni 2007. Singeln Umbrella blev Rihannas hittills största hit, och var bland annat etta på singellistan i Storbritannien i tio veckor, ett resultat ingen lyckats med på över tretton år. "Umbrella" var världens mest framgångsrika singel år 2007 och producerades med hjälp av hiphop-mogulen Jay-Z.
För att samla in pengar till offren efter jordbävningskatastrofen i Haiti den 12 januari 2010, gjorde Rihanna en cover av Bob Marleys akustiska ballad Redemption Song, som låg väldigt nära originalet musikaliskt. Redan året innan hade hon på sin turné i Europa framfört kärlekslåten Is This Love från Bob Marleys ljusaste (minst rebelliska) LP-album Kaya (1977). Detta räcker emellertid inte för att säga att hon har en fot i reggae-genren också. Hennes preferenser när det gäller jamaicansk populärmusik är i stället dancehall och dess latinska motsvarighet reggaeton (som inte har särskilt mycket med reggae att göra, utan, väldigt förenklat, är den latinamerikanska motsvarigheten till rap och dancehall).
Låten Rude Boy från albumet Rated R har skrivits av Mikkel S. Eriksen, Tor Erik Hermansen, Ester Dean, Makeba Riddick, Rob Swire och Rihanna själv, och producerades av Stargate och Rob Swire. Singelversionen av låten nådde förstaplatsen på den amerikanska listan Billboard Hot 100 – hennes första listetta från albumet Rated R, och hennes sjätte totalt.
2006 var året då Rihanna gjorde sin skådespelardebut, med roller i TV-serierna Las Vegas och All My Children och flera sketcher i Saturday Night Live. 2012 gjorde Rihanna sin långfilmsdebut i Battleship mot bland annat Alexander Skarsgård och Liam Neeson.
31 oktober 2012 meddelades att Rihanna skulle lansera sitt sjunde album med en turné som omfattade sju städer i sju länder under sju dagar. Den genomfördes kort därpå mellan 14 och 20 november 2012. Den 19 november samma år släpptes hennes sjunde album, Unapologetic.
8 mars 2013 påbörjade Rihanna sin turné Diamonds World Tour som fortsatte till 28 juli 2013. Sverige var ett av länderna som hon besökte den 22 juli samma år.
28 januari 2016 släppte Rihanna sitt album Anti. 22 februari samma år släppte hon sin singel Work med medverkande artist Drake.

## Affärskarriär

### Fenty Beauty
2017 lanserade Rihanna sitt kosmetikföretag Fenty Beauty under LVMH:s Kendo Brands. Partnerskapet var värt 10 miljoner dollar och innebar att Rihanna förband sig att släppa olika skönhetsprodukter. Den första kollektionen av Fenty Beauty släpptes den 8 september 2017 i butiker och online, tillgängligt i över 150 länder. Den innehöll en rad produkter inklusive foundation, brun utan sol, rogue, och läppglans.
I januari 2019 lämnade Rihanna in en stämningsansökan mot sin far, Ronald Fenty, angående användningen av Fenty-namnet för kommersiella ändamål. Stämningen hävdar att Rihannas kosmetikamärke, Fenty Beauty, skadades kommersiellt av hennes fars företag, Fenty Entertainment, genom felaktig framställning av att hans företag var anslutet till henne. I september 2021 lade Rihanna ner stämningsansökan mot sin far.

## Privatliv
Den 19 maj 2021 bekräftade den amerikanske rapparen ASAP Rocky under en intervju med GQ att han och Rihanna har ett förhållande. Paret har två söner tillsammans, född 2022 och 2023.

## Diskografi

### Album
- 2005 – Music of the Sun
- 2006 – A Girl Like Me
- 2007 – Good Girl Gone Bad
- 2008 – Good Girl Gone Bad: Reloaded
- 2009 – Rated R
- 2010 – Loud
- 2011 – Talk That Talk
- 2012 – Unapologetic
- 2016 – Anti

## Filmografi

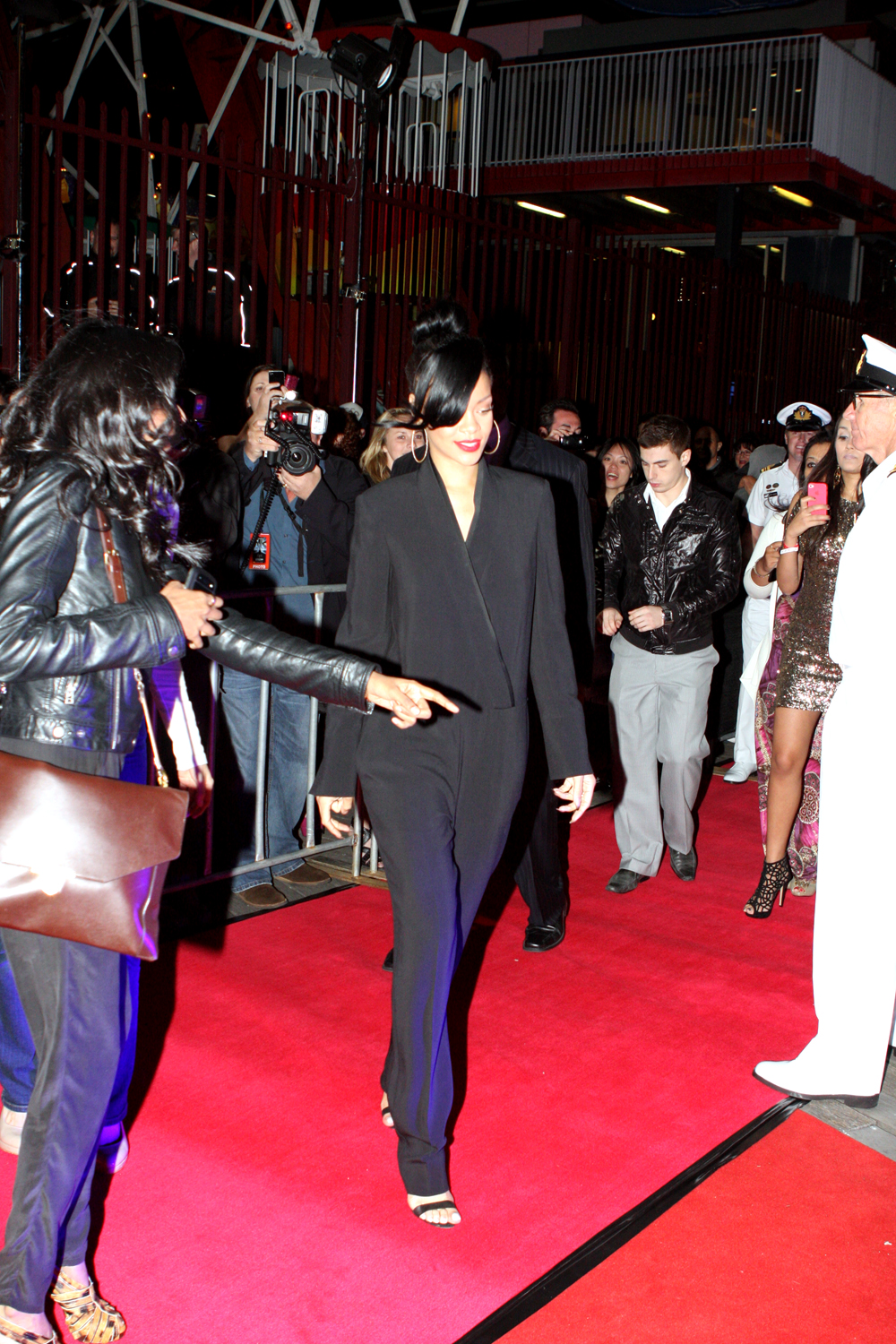
Vid marknadsföring av filmen Battleship som hon hade en roll i, uppträdde Rihanna i en svart overall som var märkbart mer modest än hur hon brukar klä sig på scen när hon uppträder som sångerska.

| Filmtitel                   | År   | Regissör                      | Roll                            | Noter                 |
| --------------------------- | ---- | ----------------------------- | ------------------------------- | --------------------- |
| Bring It On: All or Nothing | 2006 | Steve Rash                    | Sig själv                       | Cameoroll             |
| Battleship                  | 2012 | Peter Berg                    | Petty Officer (GM2) Cora Raikes |                       |
| Katy Perry: Part of Me      | 2012 | Dan Cutforth och Jane Lipsitz | Sig själv                       | Cameoroll Okrediterad |
| Coldplay Live 2012          | 2012 |                               | Sig själv                       | Cameoroll             |
| This Is the End             | 2013 | Evan Goldberg och Seth Rogen  | Rihanna                         |                       |
| Home                        | 2015 | Tim Johnson                   | Tipsy "Tip" Tucci               | röstroll              |
| Ocean's 8                   | 2018 | Gary Ross                     | Nine Ball                       |                       |
| Smurfar                     | 2025 | Chris Miller                  | Smurfan                         | röstroll              |

### TV-framträdanden
| TV-show               | År             | Roll      | Noter |
| --------------------- | -------------- | --------- | --- |
| Las Vegas             | 2005           | Sig själv | "The Real McCoy" (säsong 3: episod 6)                                                                                                   |
| My Super Sweet 16     | 2006           | Sig själv | "Darnell" (säsong 3: episod 7) |
| All My Children       | 2006           | Sig själv | (episoden den 25 juli) |
| Punk'd                | 2006           | Sig själv | (säsong 7: episod 8) |
| Saturday Night Live   | 2009 2010 2012 | Sig själv | "Blake Lively/Rihanna" (säsong 35: episod 8) "Eli Manning/Rihanna" (säsong 37: episod 20) "Anne Hathaway/Rihanna" (säsong 28: episod 7) |
| Chelsea Lately        | 2011           | Sig själv | (episoden den 10 mars) |
| Extreme Home Makeover | 2011           | Sig själv | "The Jubilee House/Marshall Family" (säsong 9: episod 1)                                                                                |
| The X Factor (USA)    | 2011           | Sig själv | Gästdomare "Judges' Home #1" (säsong 1: episod 7) "Judges' Home #2" (säsong 1: episod 8) "Judges' Home #3" (säsong 1: episod 9)         |
| Styled to Rock        | 2012           | Sig själv | Exekutiv producent |
| Oprah's Next Chapter  | 2012           | Sig själv | "Rihanna" (säsong 2: episod 1) |